# ブルクヘルツリ
チューリッヒ大学病院付属精神病院(Psychiatrische Universitätsklinik Zürich、略称PUK)は、スイスの著名な精神病院である。チューリッヒの南部ヴァイネック地区のレンク通り31番地(Lenggstrasse 31)にある。隣接してチューリッヒ大学のバルグリスト(Balgrist) キャンパスがあり、そちらにもバルグリスト大学病院がある。研究病院として、チューリッヒ大学と連携している。 病院のあるチューリッヒ南東部ヴァイネック地区にある樹木が茂った丘にちなんで、ブルクヘルツリとも呼ばれている。

## 歴史
チューリッヒ・プレディガー教会のかつての修道院の建物が、修道院が廃止になった後、病院によって利用されてきた。1842年に新しい病院の建物が建設された後は、建物は、いわゆる介護施設となり、慢性病、老人、不治の精神病患者が収容された。
病院の歴史は1860年代初頭に始まった。
チューリッヒ大学の内科医ウィルヘルム・グリージンガーが、精神障害の人道的な治療のための現代的な精神科クリニックを作成するための計画を立てたのが始まりである。グリージンガーは、1870年に病院の建物が完成するのを見ずに亡くなったが、ブルクヘルツリの創設者とみなされている。
1870年から1879年まで、病院にはベルンハルト・フォン・グッデン、グスタフ・フゲニン、エドゥアルト・ヒッツィヒの3人の病院長がいた。3人の男性全員が生物学的基礎から医学を実践し、脳の病理学と生理学が彼らの研究の一般的な焦点となっていた。
オーギュスト・アンリ・フォレルは、ブルクヘルツリの4代目の病院長であり、20年近く指揮を執った。彼のリーダーシップの下で、病院は医学界全体で認知され始めた。フォレルは、フランスの精神医学の「力動的アプローチ」とドイツの精神医学派の生物学的方向性を組み合わせることに成功した。1898年、オイゲン・ブロイラーは、ブルクヘルツリの病院長に就任し、1927年までその職に留まった。「ブロイラー時代」は、主に精神分析の出現、フロイトの精神医学理論の使用、そしてブロイラーの助手、カール・グスタフ・ユングの創造的な仕事により、病院で最も輝かしい時期と見なされている。ブロイラーに続いて、ハンス・ウルフギャング・マイヤーが病院長を務め、その後、ブロイラーの息子のマンフレート・ブロイラーが監督を務めた。

ユングに加えて、ブルクヘルツリで自分のキャリアの一部を過ごした多くの有名な精神科医がいる。カール・アブラハム、ルートヴィヒ・ビンスワンガー、ウジェーヌ・ミンコフスキー、ヘルマン・ロールシャッハ、フランツ・リクリン、コンスタンティン・フォン・モナコウ、オイゲン・ブロイラー、アーンスト・ルーディン、アドルフ・マイヤー、アブラハム・ブリル とエミール・オーバーホルツァーなどである。アルバート・アインシュタインの息子であるエドゥアルト・アインシュタインは、ブルクヘルツリの患者だった。今日、ブルクヘルツリは精神医学の研究と精神疾患の治療のための重要な中心地である。ニュルンベルク裁判でルドルフ・ヘスの精神鑑定をして物議を醸したスコットランド出身の精神科医ドナルド・イーウェン・キャメロンは1920年代後半にブルクヘルツリで学んだ。
1971年3月6日、診療所で火災が発生し、28人の患者が死亡しした。全員が高齢者の男性で、火傷ではなく窒息で亡くなった。窓には鉄格子があり、救助者が命を救おうとする試みを苛立たせた。

## 近在の施設
- チューリッヒトラム博物館
- チューリッヒ大学植物園
- チューリッヒ歌劇場

## トリビア
2007年のスイスのミステリ映画「マルモレラ」(Marmorera)は、ダムプロジェクトで水没する村から救出された女性が精神的に錯乱状態にあり、それを精神科医がケアするという物語だが、チューリッヒのヴァイネック地区にあるブルクヘルツリの療養施設で撮影された。その他のロケ地は、チューリッヒテクノパークの近くのリマト河岸の遊歩道、やミュンスターホーフに向かって川にかかるミュンスター橋などである。